# Mohoua
Mohoua Lesson, 1837  è un genere di uccelli passeriformi, l'unico ascritto alla famiglia Mohouidae Mathews, 1946.

## Etimologia
Il nome scientifico del genere, Mohoua, deriva dal Māori mohua, mohuahua o momohua, nome utilizzato per designare il testagialla.

## Descrizione

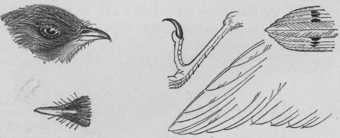
Dettagli anatomici del pipipi.

Al genere vengono ascritti uccelli di piccole dimensioni (12–15 cm), dall'aspetto paffuto e tipico dei passeriformi, con testa arrotondata, corto collo (sì da far sembrare la testa direttamente incassata nel torso), coda squadrata e di media lunghezza. Il becco è conico e sottile, non molto lungo e dalla punta lievemente uncinata, tipico degli insettivori.
Il piumaggio presenta colorazione di testa e area ventrale facilmente intuibile dal nome comune della specie presa in considerazione (giallo nel testagialla, bianco nel testabianca e bruno nel testabruna), mentre l'area dorsale tende al bruno-nerastro.

In tutte le specie è presente dimorfismo sessuale, coi maschi a parità d'età più grossi e robusti rispetto alle femmine.

## Biologia

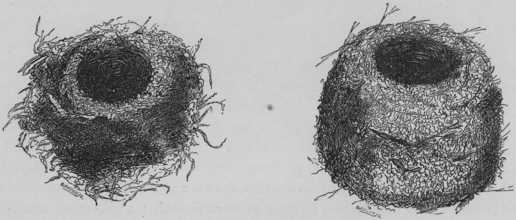
Nidi di testabianca (sin) e testagialla (dx).

Si tratta di uccelletti dalle abitudini diurne e gregarie, che si muovono in gruppi e passano la maggior parte del tempo alla ricerca di cibo (costituito in massima parte da insetti ed altri piccoli invertebrati) fra i rami degli alberi.
Le specie ascritte al genere sono rigidamente monogame: il nido è a forma di coppa e viene costruito con fibre vegetali intrecciate. Alla costruzione del nido, all'incubazione delle uova ed alle cure parentali dei nidiacei partecipano entrambi i partner, spesso (in particolare per quanto concerne le ultime due attività summenzionate) aiutati dal resto dello stormo.

Le specie del genere Mohoua rappresentano l'unico bersaglio del parassitismo di cova da parte del koel codalunga, che migra in Nuova Zelanda appositamente per riprodursi a loro spese.

## Distribuzione e habitat
Il genere è endemico della Nuova Zelanda, con una specie (il testabianca) diffusa nell'Isola del Nord e le altre due nell'Isola del Sud.
Questi uccelli sono abitatori dei boschi di faggio australe, preferendo quelli con denso sottobosco dove poter cercare il cibo in tranquillità.

## Tassonomia

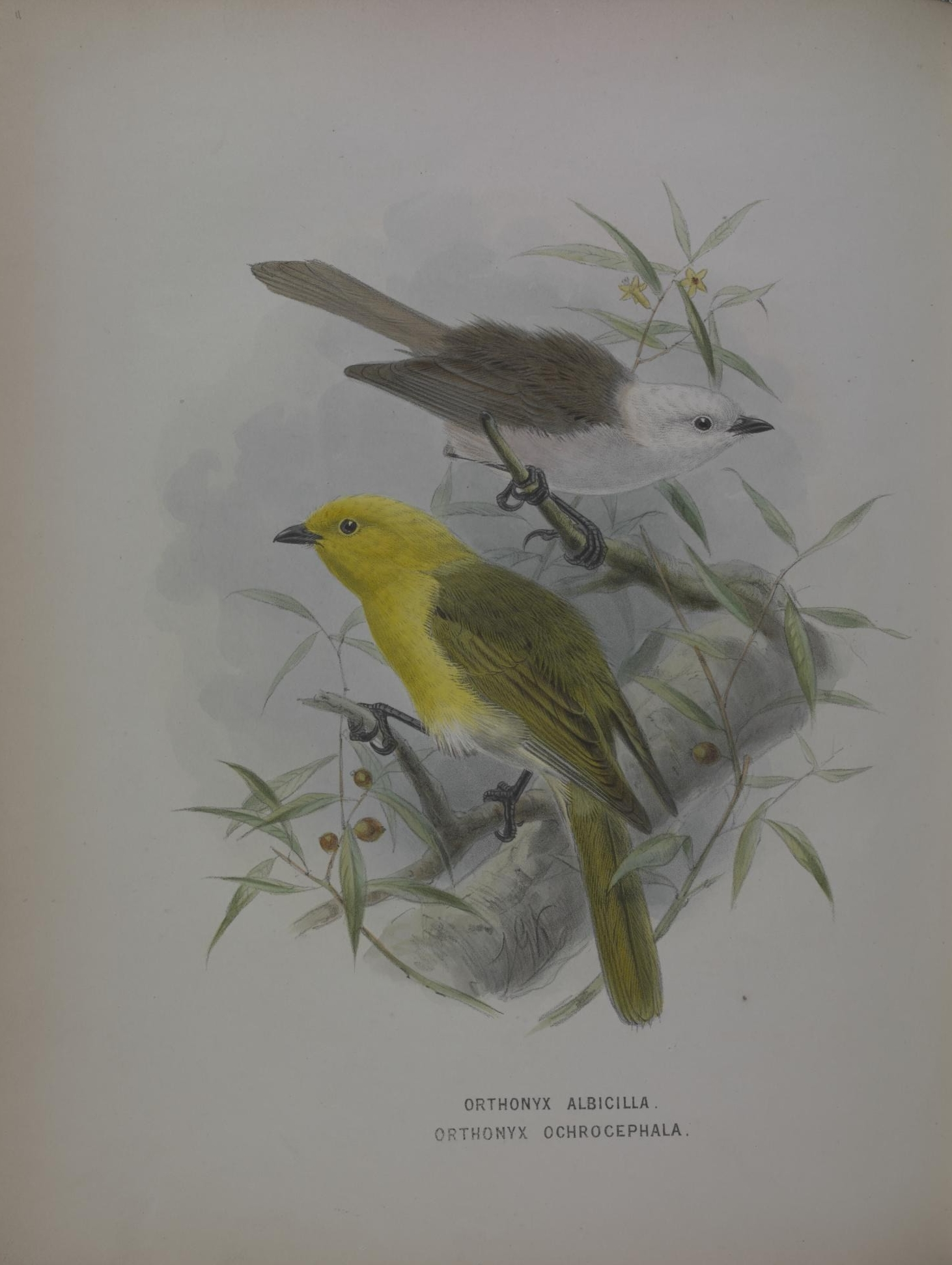
In alto M. albicilla
In basso M. ochrocephala.

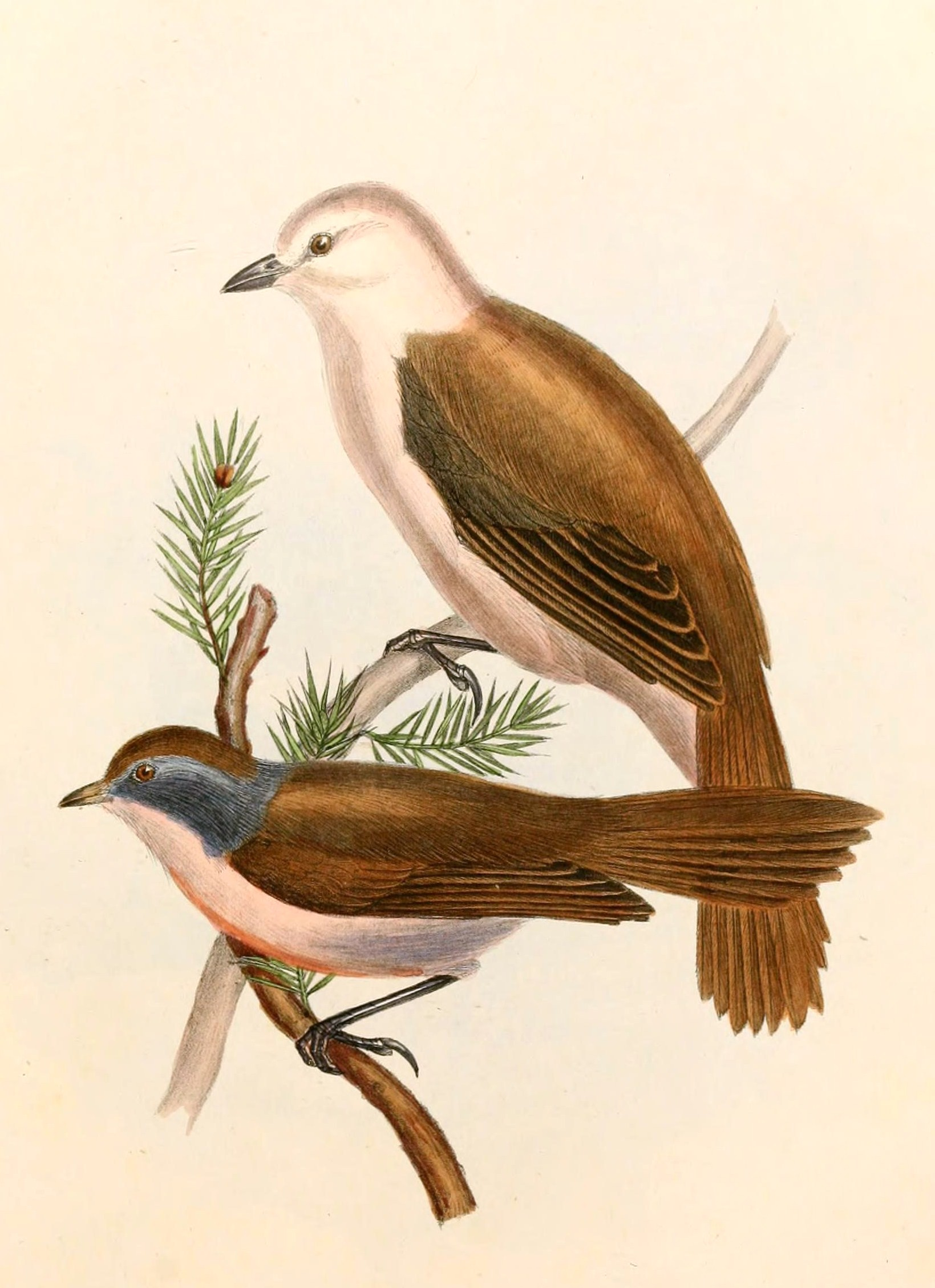
In alto M. albicilla
In basso M. novaeseelandiae.

Al genere vengono ascritte tre specie:
Famiglia Mohouidae
- Genere Mohoua
  - Mohoua ochrocephala (Gmelin, 1789) - testagialla
  - Mohoua albicilla (Lesson, 1830) - testabianca
  - Mohoua novaeseelandiae (Gmelin, 1789) - pipipi

La sistematica del genere è sempre stata piuttosto problematica: tradizionalmente classificati fra i fischiatori nella famiglia Pachycephalidae, questi uccelli ne sono stati in seguito segregati, rimanendo per un certo periodo incertae sedis fra gli uccelli canori, prima che ne venisse accertata l'affinità filogenetica coi Neosittidae, assieme ai quali (sebbene come famiglia monotipica a sé stante) vanno a formare un clade distinto e piuttosto basale rispetto ai Corvoidea.
In passato, il pipipi veniva classificato in un proprio genere monotipico, Finschia, col nome di F. novaeseelandiae: le analisi genetiche tuttavia ne hanno dimostrata l'affinità col genere Mohoua (formato dai due taxa fratelli allopatrici testabianca e testagialla, da alcuni considerati conspecifici), al quale esso è stato spostato rendendo la famiglia monotipica a sua volta.